# Eugenia Maniokova
Eugenia Maniokova (née le 17 mai 1968 à Moscou) est une joueuse de tennis soviétique puis russe, professionnelle du milieu des années 1980 à 1996.
En 1993, elle s'est imposée en double mixte à Roland-Garros, aux côtés d'Andreï Olhovskiy.
Pendant sa carrière, Eugenia Maniokova a gagné quatre tournois WTA en double dames, dont deux avec Leila Meskhi.

## Palmarès

### Titres en double dames
| No | Date       | Nom et lieu du tournoi                   | Catégorie | Dotation  | Surface         | Partenaire        | Finalistes                       | Score    |          |
| -- | ---------- | ---------------------------------------- | --------- | --------- | --------------- | ----------------- | -------------------------------- | -------- | -------- |
| 1  | 30/04/1990 | Trofeo Ilva-Coppa Mantegazza Tarente     | Tier V    | 75 000 $  | Terre (ext.)    | Elena Bryukhovets | Silvia Farina Rita Grande        | 7-6, 6-1 | Parcours |
| 2  | 22/02/1993 | Int’l Austrian Indoor Championships Linz | Tier III  | 150 000 $ | Moquette (int.) | Leila Meskhi      | Conchita Martínez Judith Wiesner | Forfait  | Parcours |
| 3  | 07/02/1994 | EA-Generali Ladies Linz                  | Tier III  | 150 000 $ | Moquette (int.) | Leila Meskhi      | Åsa Svensson Caroline Schneider  | 6-2, 6-2 | Parcours |
| 4  | 19/09/1994 | Moscow Ladies Open Moscou                | Tier III  | 150 000 $ | Moquette (int.) | Elena Makarova    | Laura Golarsa Caroline Vis       | 7-6, 6-4 | Parcours |

### Finales en double dames
| No | Date       | Nom et lieu du tournoi            | Catégorie | Dotation  | Surface         | Vainqueures                      | Partenaire        | Score         |          |
| -- | ---------- | --------------------------------- | --------- | --------- | --------------- | -------------------------------- | ----------------- | ------------- | -------- |
| 1  | 01/10/1990 | Moscow Open Moscou                | Tier V    | 100 000 $ | Moquette (int.) | Gretchen Rush Robin White        | Elena Bryukhovets | 6-2, 6-4      | Parcours |
| 2  | 22/03/1993 | Virginia Slims of Houston Houston | Tier II   | 375 000 $ | Terre (ext.)    | Katrina Adams Manon Bollegraf    | Radka Zrubáková   | 6-3, 5-7, 7-6 | Parcours |
| 3  | 25/04/1994 | Citizen Cup Hambourg              | Tier II   | 400 000 $ | Terre (ext.)    | Jana Novotná Arantxa Sánchez     | Leila Meskhi      | 6-3, 6-2      | Parcours |
| 4  | 24/10/1994 | Nokia Grand Prix Essen            | Tier II   | 400 000 $ | Moquette (int.) | Maria Lindström Maria Strandlund | Leila Meskhi      | 6-2, 6-1      | Parcours |

### Titre en double mixte
| No | Date       | Nom et lieu du tournoi | Catégorie | Dotation    | Surface      | Partenaire       | Finalistes                | Score         |          |
| -- | ---------- | ---------------------- | --------- | ----------- | ------------ | ---------------- | ------------------------- | ------------- | -------- |
| 1  | 24/05/1993 | Roland-Garros Paris    | G. Chelem | 3 456 143 $ | Terre (ext.) | Andreï Olhovskiy | Elna Reinach Danie Visser | 6-2, 4-6, 6-4 | Parcours |

## Parcours en Grand Chelem

### En simple dames
| Année | Open d'Australie | Open d'Australie | Internationaux de France | Internationaux de France | Wimbledon       | Wimbledon      | US Open         | US Open          |
| ----- | ---------------- | ---------------- | ------------------------ | ------------------------ | --------------- | -------------- | --------------- | ---------------- |
| 1991  | -                | -                | -                        | -                        | -               | -              | 1er tour (1/64) | Gretchen Rush    |
| 1992  | 1er tour (1/64)  | Dominique Monami | 1er tour (1/64)          | Manon Bollegraf          | 1er tour (1/64) | Nanne Dahlman  | 1er tour (1/64) | Caroline Kuhlman |
| 1993  | 1er tour (1/64)  | Naoko Sawamatsu  | -                        | -                        | -               | -              | -               | -                |
| 1994  | -                | -                | 1er tour (1/64)          | Joannette Kruger         | 1er tour (1/64) | Anna Smashnova | 2e tour (1/32)  | Amanda Coetzer   |
| 1995  | 2e tour (1/32)   | Irina Spîrlea    | -                        | -                        | -               | -              | -               | -                |

À droite du résultat, l’ultime adversaire.

### En double dames
| Année | Open d'Australie            | Open d'Australie        | Internationaux de France    | Internationaux de France | Wimbledon                     | Wimbledon                  | US Open                      | US Open                  |
| ----- | --------------------------- | ----------------------- | --------------------------- | ------------------------ | ----------------------------- | -------------------------- | ---------------------------- | ------------------------ |
| 1989  | -                           | -                       | 1er tour (1/32) Rosa Bielsa | C. Benjamin Van Rensburg | -                             | -                          | -                            | -                        |
| 1990  | -                           | -                       | -                           | -                        | 1er tour (1/32) Bryukhovets   | Nicole Provis Elna Reinach | 1er tour (1/32) Bryukhovets  | Mercedes Paz G. Sabatini |
| 1991  | 1er tour (1/32) Milvidskaia | Kathy Jordan E. Smylie  | 2e tour (1/16) Bryukhovets  | I. Jankovska Melicharová | 1er tour (1/32) Leona Lásková | MJ Fernández Zina Garrison | 1er tour (1/32) Petra Thoren | Elna Reinach Anne Smith  |
| 1992  | 1er tour (1/32) Ann Devries | Pam Shriver N. Zvereva  | -                           | -                        | -                             | -                          | -                            | -                        |
| 1993  | -                           | -                       | 3e tour (1/8) Leila Meskhi  | S. Cecchini P. Tarabini  | 2e tour (1/16) Leila Meskhi   | R. McQuillan C. Porwik     | 2e tour (1/16) Leila Meskhi  | M. Jaggard Rene Simpson  |
| 1994  | 3e tour (1/8) Leila Meskhi  | G. Fernández N. Zvereva | 1/4 de finale Leila Meskhi  | A. Coetzer Gorrochategui | 2e tour (1/16) Leila Meskhi   | N. Medvedeva L. Neiland    | 2e tour (1/16) Leila Meskhi  | A. Coetzer Gorrochategui |
| 1995  | 1/4 de finale Leila Meskhi  | G. Fernández N. Zvereva | 1/4 de finale E. Makarova   | Jana Novotná A. Sánchez  | 1er tour (1/32) E. Makarova   | S. Appelmans M. Oremans    | 2e tour (1/16) E. Makarova   | Jana Novotná A. Sánchez  |
| 1996  | 1/4 de finale E. Makarova   | M. McGrath L. Neiland   | 2e tour (1/16) E. Makarova  | R. McQuillan L. Pleming  | -                             | -                          | -                            | -                        |

Sous le résultat, la partenaire ; à droite, l’ultime équipe adverse.

### En double mixte
| Année | Open d'Australie          | Open d'Australie           | Internationaux de France    | Internationaux de France  | Wimbledon                    | Wimbledon             | US Open                     | US Open                  |
| ----- | ------------------------- | -------------------------- | --------------------------- | ------------------------- | ---------------------------- | --------------------- | --------------------------- | ------------------------ |
| 1993  | -                         | -                          | Victoire A. Olhovskiy       | Elna Reinach Danie Visser | 2e tour (1/16) David Adams   | L. Neiland Cyril Suk  | 1er tour (1/16) David Adams | Navrátilová M. Woodforde |
| 1994  | 2e tour (1/8) David Adams | N. Medvedeva Paul Haarhuis | -                           | -                         | -                            | -                     | -                           | -                        |
| 1995  | -                         | -                          | 1/4 de finale A. Olhovskiy  | L. Neiland M. Woodforde   | 1er tour (1/32) A. Olhovskiy | Jo Durie Jeremy Bates | 1er tour (1/16) David Adams | M. Oremans Tom Nijssen   |
| 1996  | -                         | -                          | 1er tour (1/32) David Adams | Nicole Arendt Luke Jensen | -                            | -                     | -                           | -                        |

Sous le résultat, le partenaire ; à droite, l’ultime équipe adverse.

## Parcours aux Jeux olympiques

### En simple dames
| # | Date       | Nom de l'olympiade      | Surface      | Résultat      | Ultime adversaire | Score    |          |
| - | ---------- | ----------------------- | ------------ | ------------- | ----------------- | -------- | -------- |
| 1 | 28/07/1992 | Olympic Games Barcelone | Terre (ext.) | 3e tour (1/8) | Sabine Appelmans  | 6-1, 6-3 | Parcours |

## Parcours en Coupe de la Fédération
| #                                                         | Date       | Lieu      | Surface      | Gagnante(s)                      | Perdante(s)                | Score         |          |
|                                                           |            |           |              |                                  |                            |               |          |
| 1992 - 1er tour (groupe mondial) - Finlande - CEI - 1 : 2 |            |           |              |                                  |                            |               |          |
| 1                                                         | 14/07/1992 | Francfort | Terre (ext.) | Petra Thoren                     | Eugenia Maniokova          | 5-7, 6-4, 7-5 | Parcours |
| 1                                                         | 14/07/1992 | Francfort | Terre (ext.) | Elena Makarova Eugenia Maniokova | Nanne Dahlman Petra Thoren | 6-3, 6-2      | Parcours |
|                                                           |            |           |              |                                  |                            |               |          |
| 1992 - 2e tour (groupe mondial) - France - CEI - 3 : 0    |            |           |              |                                  |                            |               |          |
| 2                                                         | 15/07/1992 | Francfort | Terre (ext.) | Nathalie Tauziat                 | Eugenia Maniokova          | 6-1, 6-3      | Parcours |

## Classements WTA en fin de saison

### En simple
| Année | 1987 | 1988 | 1989 | 1990 | 1991 | 1992 | 1993 | 1994 | 1995 | 1996 |
| Rang  | 274  | 437  | 248  | 269  | 107  | 84   | 162  | 116  | 161  | 523  |

Source : (en) « Classements de Eugenia Maniokova », sur le site officiel du WTA Tour

### En double
| Année | 1987 | 1988 | 1989 | 1990 | 1991 | 1992 | 1993 | 1994 | 1995 | 1996 |
| Rang  | 159  | 230  | 141  | 70   | 168  | 202  | 42   | 18   | 47   | 76   |

Source : (en) « Classements de Eugenia Maniokova », sur le site officiel du WTA Tour